# Isoxaben
Isoxaben ist eine organische Verbindung aus der Gruppe der Benzamide.

## Darstellung
Isoxaben wird durch Methylierung von 2-Ethyl-buttersäuremethylester mit Iodmethan in Anwesenheit einer Base, durch weitere basische Umsetzung mit Acetonitril in einer Claisen-Esterkondensation, der Umsetzung mit Hydroxylaminhydrochlorid zum Oxim, welches zum Isoxazol cyclisiert und Veresterung mit 2,6-Dimethoxybenzoylchlorid dargestellt.

## Verwendung
Isoxaben wird als Herbizid eingesetzt, es hemmt die Cellulosesynthese.

## Zulassung
Der Wirkstoff ist in der Europäischen Union mit Wirkung zum 1. Juni 2011 für Anwendungen als Herbizid zugelassen worden.
In vielen Staaten der EU, unter anderem in Deutschland und Österreich, sind Pflanzenschutzmittel-Produkte mit dem Wirkstoff Isoxaben zugelassen (Flexidor, Star Isoxaben), in der Schweiz jedoch nicht.